# Phratora
Phratora là một chi bọ cánh cứng trong họ Chrysomelidae.
Chi này được miêu tả khoa học năm 1837 bởi Chevrolat.

## Các loài
Các loài trong chi này gồm:
- Phratora aenea (Wang, 1992)
- Phratora alternata Lopatin, 2007
- Phratora antennaria Apfelbeck, 1912
- Phratora atrovirens Cornelius, 1857
- Phratora bispinula Wang, 1992
- Phratora biuncinata Ge, Wang & Yang, 2002
- Phratora burakowskii Warchalowski, 1995
- Phratora caperata Ge, Wang & Yang, 2002
- Phratora cheni Ge, Wang & Yang, 2002
- Phratora cuprea (Wang, 1992)
- Phratora daccordii Ge & Wang in Ge, Yang, Wang, Li & Cui, 2004
- Phratora jinchuanensis Ge & Wang in Ge, Yang, Wang, Li & Cui, 2004
- Phratora kabaki Lopatin, 2002
- Phratora koreana Takizawa, 1985
- Phratora laticollis Suffrian, 1851
- Phratora maya Daccordi, 1979
- Phratora mirabilis Lopatin, 2002
- Phratora polaris Schneider, 1886
- Phratora purpurea Ge, Wang & Yang, 2002
- Phratora quadrithoracilis Ge & Yang in Ge, Li & Yang, 2005
- Phratora ryanggangensis Gruev, 1994
- Phratora tibialis Suffrian, 1851
- Phratora vitellinae Linnaeus, 1758
- Phratora vulgatissima Linnaeus, 1758
- Phratora zhouzhiensis Ge & Yang in Ge, Li & Yang, 2005